# بیمارستان افضلی پور
بیمارستان افضلی‌پور در شهر کرمان قرار دارد و یکی از بزرگترین و مجهزترین بیمارستانهای ایران و مجهزترین و بزرگترین بیمارستان جنوب شرق ایران است.
این بیمارستان یکی از مراکز چندگانه آموزشی-درمانی این شهر نیز هست. بیماران زیادی از استان‌های همجوار و سایراستان‌ها برای درمان به این بیمارستان مراجعه می‌کنند و مراحل درمان خود را در بیمارستان افضلی پور کرمان طی می‌کنند.

## معرفی
این بیمارستان در ۲ فاز و ظرفیت ۵۴۰ تخت برنامه‌ریزی شده که در حال حاضر فاز اول با ۴۶۲ تخت مصوب مشغول ارائه خدمات درمانی می‌باشد. خصوصیات و ویژگی‌های این مرکز درمانی بر اساس آخرین اطلاعات استاندارد بین‌المللی زمان طراحی تدوین گشته‌است.

## وسعت
این پروژه در زمینی به مساحت ۲۳ هکتار، به مساحت کلی ۶۲۰۰۰ متر مربع، با هزینه‌ای بالغ بر ۹ میلیارد تومان و هزینه ارزی ۲ میلیون دلار احداث گردیده‌است.

## مزایا، بخش‌ها و تجهیزات
از مزیتهای این بیمارستان برخورداری از فناوری روز و تجهیزات و تسهیلات نوین پزشکی برای ارائه خدمات به همشهریان و دانشجویان و نزدیکی آن به پردیس دانشگاه علوم پزشکی کرمان می‌باشد این مرکز شامل اورژانس‌ها (اطفال، بزرگسال، زنان) بخش‌های ویژه (ICUاطفال، ICUبزرگسال،NICU،CCU(A،B)) بخش‌های تخصصی (اطفال، جراحی عمومی، زنان، لیبر و مامایی، پوست، عفونی، دیالیز) بخش‌های فوق تخصصی (RCU، غدد بزرگسالان، غدد اطفال، عفونی اطفال، جراحی اطفال، پوست اطفال، جراحی توراکس، پیوند کبد، پیوند کلیه، پیوند مغز استخوان، آنکولوژی اطفال، ریه، گوارش،IVF) و اتاق عمل شامل ۷ تخت فعال جهت انجام اعمال جراحی عمومی، اطفال، توراکس، زنان و زایمان، پیوند کلیه، پیوند کبد، PCNL، دندانپزشکی اطفال همچنین درمانگاه‌های فعال شامل غدد (فوق تخصصی)، پوست (تخصصی)، پوست کودکان (فوق تخصصی)، داخلی (تخصصی)، گوارش (فوق تخصصی)، هپاتیت (فوق تخصصی)، پیوند کبد (فوق تخصصی)، پیوند کلیه (فوق تخصصی)، جراحی (تخصصی)، جراحی توراکس (فوق تخصصی)، هموفیلی (فوق تخصصی) می‌باشد.